# Abendsegler
Die Abendsegler (Nyctalus) sind eine Fledermausgattung aus der Familie der Glattnasen (Vespertilionidae). Es existieren acht Arten dieses Taxons in Eurasien und dem nördlichen Afrika, davon drei auch in Europa und eine endemisch auf den Azoren.

## Beschreibung
Die Abendsegler sind gekennzeichnet durch ihre kurzen, dreieckigen Ohren mit dem pilzförmig verbreiterten Ohrdeckel (Tragus) und die am Ansatz unterseits behaarten Flügel. Ihr Fell ist an der Oberseite gelbbraun bis dunkelbraun, die Unterseite ist etwas heller.
Diese Fledermäuse sind die größten Fledermäuse Europas, sie erreichen eine Kopfrumpflänge von 50 bis 100 Millimetern, eine Schwanzlänge von 35 bis 65 Millimetern, eine Spannweite von bis zu 46 Zentimetern und ein Gewicht von bis zu 50 Gramm.

## Lebensweise
Lebensraum dieser Fledermäuse sind in erster Linie Wälder, manchmal findet man sie aber auch in offenem Gelände oder in der Nähe menschlicher Siedlungen. Tagsüber schlafen sie in Baumhöhlen, Gebäuden oder Höhlen, am frühen Abend fliegen sie auf Nahrungssuche. Diesem frühen Erscheinen verdanken sie auch ihren Namen, obwohl der Azoren-Abendsegler manchmal auch tagsüber beobachtet werden kann. Im Winter suchen sie wärmere Regionen auf, für den Großen Abendsegler ist eine Flugdistanz von maximal 1500 Kilometern belegt.
Die Abendsegler ernähren sich wie die meisten Fledermäuse fast ausschließlich von Insekten, vor allem Käfern, Libellen und Nachtfaltern. Für den Riesenabendsegler wurde in der Toskana allerdings über Kotanalysen auch Carnivorie nachgewiesen. Vor allem im Spätsommer bis Herbst erbeuten diese Tiere regelmäßig kleine Singvögel wie Rotkehlchen (Erithacus rubecula) und Blaumeisen (Cyanistes caeruleus).

## Systematik
Die Gattung beinhaltet acht Arten:

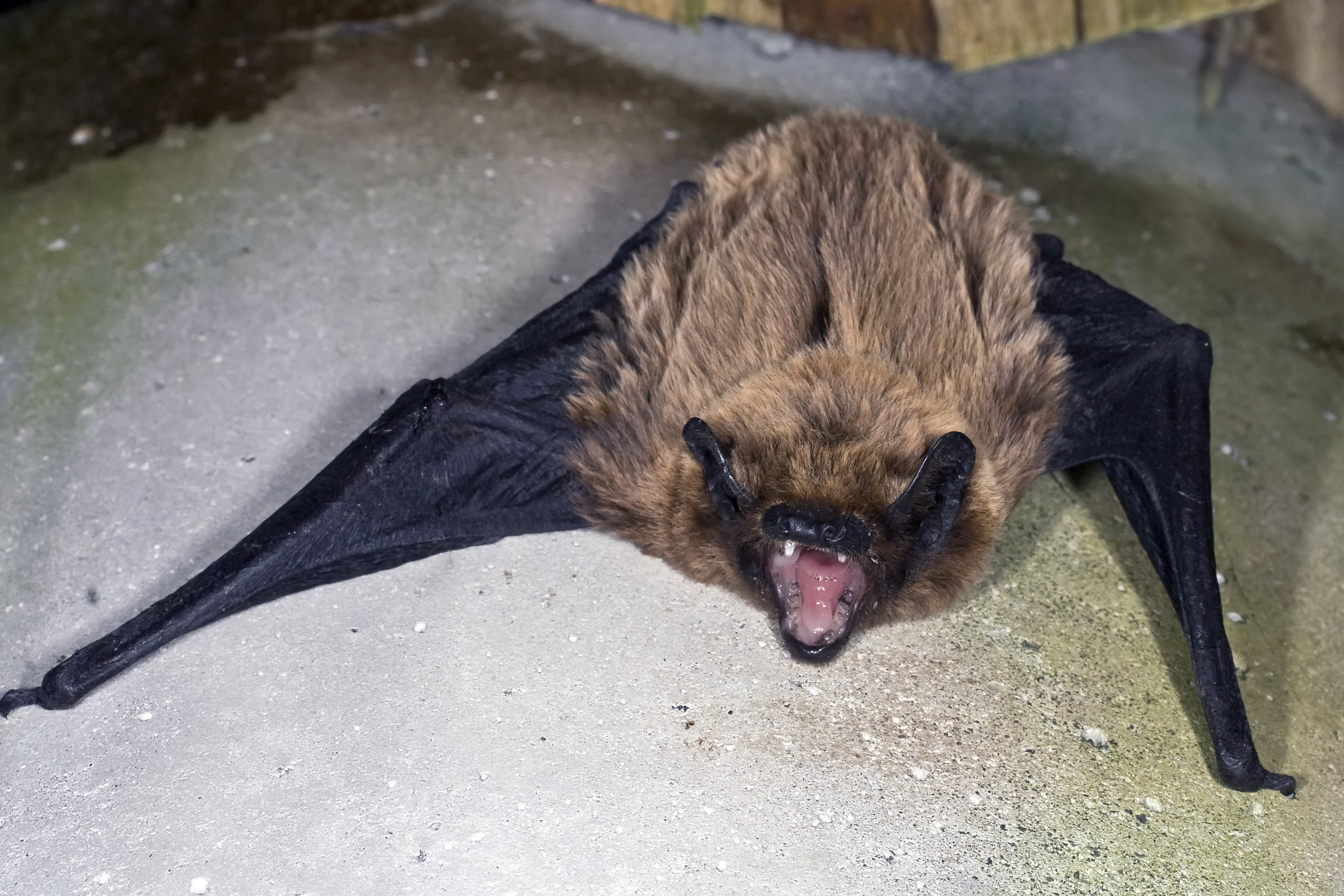
Der Azoren-Abendsegler (Nyctalus azoreum)

- Nyctalus aviator ist in Japan, Korea und dem östlichen China beheimatet.
- Der Azoren-Abendsegler (Nyctalus azoreum) ist auf den Azoren endemisch.
- Japanischer Abendsegler (Nyctalus furvus)
- Der Riesenabendsegler (Nyctalus lasiopterus) ist die größte europäische Fledermausart.
- Der Kleine Abendsegler (Nyctalus leisleri) ist von Europa bis nach Indien verbreitet.
- Der Berg-Abendsegler (Nyctalus montanus) lebt in Afghanistan, Pakistan und dem nördlichen Indien.
- Der Große Abendsegler (Nyctalus noctula) ist die häufigste und weitestverbreitete Art. Ihr Verbreitungsgebiet reicht von Westeuropa bis Südostasien.
- Der Chinesische Abendsegler (Nyctalus plancyi) ist endemisch in der Volksrepublik China mit einem vergleichsweise großen Verbreitungsgebiet im Südosten des Landes und auf Taiwan.

Entsprechend einer Untersuchung von Salgueiro et al. 2007 stellt dabei der Chinesische Abendsegler (Nyctalus plancyi) die basalste Art und damit die Schwesterart der restlichen Abendsegler-Arten dar. Die restlichen Arten teilen sich auf zwei Gruppen auf, von denen eine aus dem Großen Abendsegler (Nyctalus noctula), dem Riesenabendsegler (Nyctalus lasiopterus) und der asiatischen Art Nyctalus aviator und die andere aus dem Kleinen Abendsegler (Nyctalus leisleri) und dem auf den Azoren endemischen Azoren-Abendsegler (Nyctalus azoreum) gebildet wird. Der Berg-Abendsegler (Nyctalus montanus), der früher ebenfalls als Unterart des Kleinen Abendseglers betrachtet wurde, und Nyctalus furvus wurden bei dieser Untersuchung nicht betrachtet.

## Belege
1. ↑  Christian Dietz, Otto von Helversen, Dietmar Nill: Handbuch der Fledermäuse Europas und Nordwestafrikas. Biologie, Kennzeichen, Gefährdung. Kosmos, Stuttgart 2007, ISBN 3-440-09693-9, ISBN 978-3-440-09693-2, S. 271
2. ↑  G. Dondini, S. Vergari: Carnivory in the greater noctule bat (Nyctalus lasiopterus) in Italy. Journal of Zoology 251 (2), 2000: S. 233–236. ( Volltext (Memento vom 1. Februar 2014 im Internet Archive); PDF; 107 kB)
3. ↑  A. G. Popa-Lisseanu, A. Delgado-Huertas, M. G. Forero, A. Rodriguez, R. Arlettaz, C. Ibanez: Bats’ conquest of a formidable foraging niche: the myriads of nocturnally migrating songbirds.  In: PLoS ONE 2(2), 2007, e205. (engl.)
4. 1 2  P. Salgueiro, M. Ruedi, M. M. Coelho, J. M. Palmeirim: Genetic divergence and phylogeography in the genus Nyctalus (Mammalia, Chiroptera): implications for population history of the insular bat Nyctalus azoreum. Genetica 130 (2), 2007: S. 169–181.
5. ↑  Don E. Wilson & DeeAnn M. Reeder (Hrsg.):  Nyctalus (Memento vom 3. Februar 2014 im Internet Archive) in Mammal Species of the World. A Taxonomic and Geographic Reference (3rd ed).